# Альба Сільвій
Альба Сільвій (лат. Alba Silvius) — міфічний цар Альба-Лонги. Син Латина Сільвія і батько Атіса Сільвія. За однією з версій, епонім міста. Крім античних авторів, згадується в «Історії королів Британії» Гальфріда Монмутського. Його статуя була встановлена на Форумі Августа.

## Життєпис
Згідно з переказами, Альба-Лонга була заснована Асканієм як колонія Лавініуму. Місто було столицею Латинського союзу і важливим релігійним центром. Альба-Лонгою правили царі з роду Сільвієв, нащадки брата чи сина Асканія. З цієї династії, по материнській лінії, походили близнюки Ромул і Рем — засновники Риму. Французький історик XVIII століття Луї де Бофор першим висловив думку про штучність списку. Ця гіпотеза була підтримана наступними вченими та залишається загальновизнаною. Вважається, що список служив для заповнення трьохсотрічної лакуни між падінням Трої і заснуванням Риму. Археологічні відкриття XX століття дозволяють судити, що список був сформований Квінтом Фабієм Піктором або кимось із його попередників. На думку антикознавця Александра Грандаззі, початковий список був створений у середині IV століття до н. е.
Альба Сільвій в римській міфології був нащадком Енея і п'ятим царем Альба-Лонги. Він наслідував своєму батькові Латину Сільвію. Наступником Альби став його син Атіс Сільвій. Згідно Діонісію Галикарнаському, Альба Сільвій правив протягом 39 років. Антикознавець Р. Ларош вважав це число штучним. Виходячи з терміну правління його попередника — 51 рік, їх загальний час правління тривав 90 років, що становить рівно три покоління за тридцять років. До того ж дослідник зазначає, що термін правління Альби Сільвія ідентичний терміну правління другого римського царя Нуми Помпілія, згідно датуванням Цицерона і Полібія.
Овідій, Тіт Лівій та Ієронім Стридонський іменують царя Альбою. Діодор Сицилійський, Діонісій Галікарнаський і Євсевій Кесарійський наводять інший варіант імені — Альбас. У середньовічному джерелі «Excerpta Latina Barbari», цар названий Альбасом Постумієм.
Р. Ларош вважав Латина Сільвія і Альбу Сільвія епонімами Лавініуму і Альба-Лонги відповідно. А те що Альба Сільвій успадковує Латину Сільвію, відображенням легенди про перенесення столиці Латинського союзу з Лавініуму в Альбу-Лонгу.

## В «Історії королів Британії»
Альба Сільвій згадується в середньовічній хроніці «Історія королів Британії» Гальфріда Монмутського. У розповіді про легендарного короля Британії Ебравка, який вів свій рід від Енея, говориться, що він мав двадцять синів і тридцять дочок. Дочки, серед яких була Галаес — найкрасивіша дівчина в Британії і Галлії, були відправлені в Італію, до двору Альби Сільвія. Згодом дівчата вступили в шлюб зі знатними троянцями. У той час троянці відчували нестачу наречених, так як за них не хотіли виходити заміж латинянки і сабінянки. Сини Ебравка, крім старшого — Брута, вирушили до Німеччини. Там вони під проводом свого брата Ассарака і за допомогою Альби Сільвія захопили владу в країні. Дослідник Джейкоб Хаммер висловлював думку, що історія Ебравка заснована на біблійному оповіданні про ізраїльського суддю Івцана.

## Напис

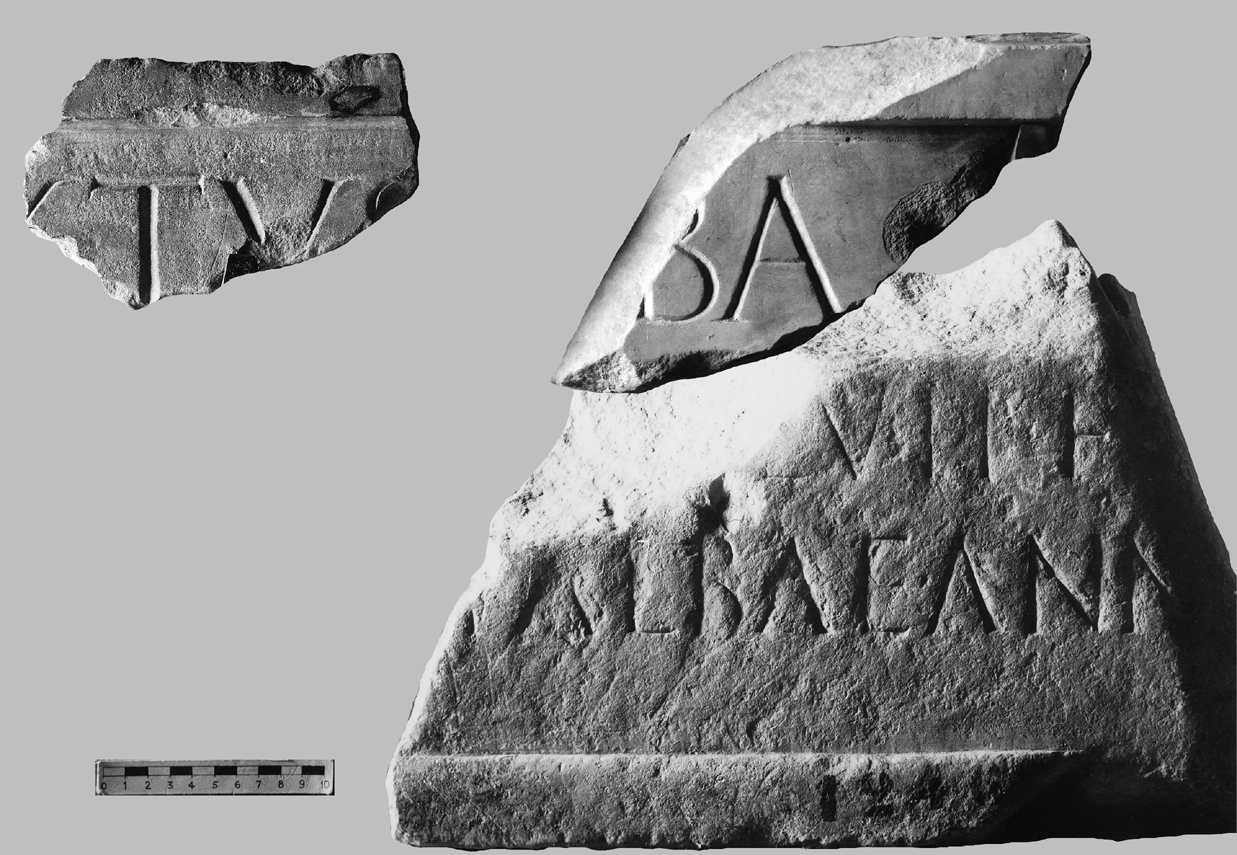
Уламок напису з бази статуї Альби Сільвія

Пам'ятник Альбі Сільвію був встановлений на Форумі Августа разом з пам'ятниками іншим царям Альба-Лонги. Під час розкопок Форуму були знайдені уламки напису з бази статуї. Л. Чіоффі відносив до напису три уламки з форуму: a, b, c. Аттіло Деграсі у своїй реконструкції використовував тільки уламки a та b. Відновлений текст згідно Зводу латинських написів: 

[Шо]стий [Аль]ба [Сільвій]
[Латина Силь]вія с(ин)
[прави]в Альбою [39] ро(ків).Оригінальний текст (лат.)
[Se]xtus [Al]ba [Silvius]
[Latini Sil]vii f(ilius)
[regnavi]t Albae ann(os) [XXXIX].